# Reggae Au Go Jazz
Reggae Au Go Jazz è un CD a nome di Roy Burrowes, Clifford Jordan & Charles Davis, pubblicato dall'etichetta discografica Studio One Records nel 1999.
Disco essenzialmente strumentale, nato da un'intuizione di Clement S. Dodd (storico produttore discografico giamaicano), con l'intenzione di coniugare la musica reggae (prevalente nel CD) con elementi jazz (contributo dei sassofonisti statunitensi Clifford Jordan e Charles Davis).

## Tracce
1. Wet Land
2. Jericho Jazz
3. Bubbles' Bubble
4. My Father's Jazz
5. Thirty One Thirty Five
6. Soul Sender
7. Don't Wait Too Long
8. Mount Zion Rock
9. Jamrec Jam
10. Mr. Loving Spoon
11. Reggae Au Go Jazz
12. Jazz Ville Funk

## Musicisti
- Roy Bubbles Burrowes - tromba, flicorno
- Clifford Jordan - sassofono tenore
- Charles Davis - sassofono tenore
- Jackie Mittoo - pianoforte
- Robert Lyn - pianoforte
- Ernest Ranglin - chitarra, basso
- Eric Frater - chitarra
- Bryan Atkinson - basso
- Hector Williams - batteria
- Phil Calender - batteria
- Count Ossie - repeater drum (brano: #8)
- Clement Dodd - percussioni (brano: #7)
- George Victory - program (brani: #6 e #12)
- Leslie Millner - program (brano: #7)

Note aggiuntive
- Clement S. Dodd - produttore
- Registrazioni effettuate nel corso del 1998 al Coxsone's Music Lab. di Brooklyn, New York; Jamaica Recording and Publishing Studio di Kingston, Jamaica
- C.S. Dodd, Sylvan Morris e Randy Phipps - ingegneri delle registrazioni[1]